# Gerry Rogers
Gerry Rogers, née en 1956, est une femme politique canadienne, ancienne cheffe du Nouveau Parti démocratique de Terre-Neuve-et-Labrador (2018-2019) et réalisatrice de documentaires. Elle a siégé à l'Assemblée législative de Terre-Neuve-et-Labrador en tant que député néo-démocrate du district électoral de St. John's Centre de 2011 à 2019. Elle est devenue cheffe du NPD à partir d'avril 2018. Elle a démissionné de ce poste avant les élections provinciales de 2019. Elle a été la première cheffe ouvertement homosexuelle d'un parti politique à Terre-Neuve-et-Labrador.

## Biographie
Elle est élue à la Chambre d'assemblée de Terre-Neuve-et-Labrador en tant que députée de St. John's Centre en octobre 2011 sous l'étiquette du Nouveau Parti démocratique de Terre-Neuve-et-Labrador. Gerry est une cinéaste internationale primée avec plus de 20 documentaires à son actif couvrant les droits des femmes ou encore les questions LGBTQ. Gerry est titulaire d'un Bachelor de l'Université Memorial de Terre-Neuve et est une fervente activiste socialiste féministe qui a aidé à lancer la première maison de transition à Terre-Neuve-et-Labrador. Elle est née à Corner Brook et vit à St. John's avec sa conjointe Peg Norman.